# Megacerus deceptor
Megacerus deceptor is een keversoort uit de familie bladkevers (Chrysomelidae). De wetenschappelijke naam van de soort werd in 1977 gepubliceerd door Teran & Kingsolver.